# 小凯明河
42°49′52″N 75°33′25″E / 42.83111°N 75.55694°E
小凯明河是中亞的河流，流經哈薩克斯坦和吉爾吉斯斯坦，屬於楚河的右支流，河道全長81公里，流域面積614平方公里，發源自外伊犁阿拉套北面。

## 外部連結
- https://web.archive.org/web/20140714154348/
- http://bizdin.kg/elib/kitepter/pdf/geogr_ensclp.pdf （页面存档备份，存于）
- https://web.archive.org/web/20110722132012/
- http://www.meteo.ktnet.kg/unzps/unzps_voda_arch.php （页面存档备份，存于）